# Società Sportiva Lazio Calcio Femminile 2006-2007
Questa voce raccoglie le informazioni riguardanti la Società Sportiva Lazio Calcio Femminile nelle competizioni ufficiali della stagione 2006-2007.

## Organigramma societario

### Area amministrativa
- Fabio Di Marziantonio - Vicepresidente
- Maurizio Cortani - Dirigente accompagnatore

### Area tecnica
- Elisabetta Bavagnoli - Direttore tecnico
- Angelo Tiburzi - Massaggiatore
- Giangiacomo Spada - Preparatore atletico
- Sandro Marzi - Medico sociale

## Rosa
Rosa aggiornata alla fine della stagione.
| N. |                   | Ruolo | Calciatrice         |
| -- | ----------------- | ----- | ------------------- |
|    | Italia (bandiera) | C     | Diana Bellucci      |
|    | Italia (bandiera) | P     | Veronica Brilli     |
|    | Italia (bandiera) | C     | Eleonora Bussu      |
|    | Italia (bandiera) | D     | Caterina Capolunghi |
|    | Italia (bandiera) | C     | Siria De Angelis    |
|    | Italia (bandiera) | C     | Silvia De Luca      |
|    | Italia (bandiera) | D     | Daniela Di Bari (c) |
|    | Italia (bandiera) | C     | Roberta Di Pastena  |
|    | Italia (bandiera) | C     | Federica Di Renzo   |
|    | Italia (bandiera) | A     | Giorgia Fiaschi     |
|    | Italia (bandiera) | D     | Valentina Foschi    |

| N. |                   | Ruolo | Calciatrice         |
| -- | ----------------- | ----- | ------------------- |
|    | Italia (bandiera) | D     | Aurora Landi        |
|    | Italia (bandiera) | D     | Valentina Lanzieri  |
|    | Italia (bandiera) | D     | Valentina Licata    |
|    | Italia (bandiera) | A     | Noemi Lo Buono      |
|    | Italia (bandiera) | D     | Federica Marzi      |
|    | Italia (bandiera) | A     | Vania Massimi       |
|    | Italia (bandiera) | P     | Clarice Morelli     |
|    | Italia (bandiera) | C     | Roberta Pieroni     |
|    | Italia (bandiera) | A     | Veronica Sciarretti |
|    | Italia (bandiera) | C     | Michela Sulfaro     |